# Slow Riot for New Zero Kanada
Slow Riot for New Zero Kanada (стилізований, як Slow Riot for New Zero Kanada) перший мініальбом канадської пост-рок групи Godspeed You! Black Emperor. Він найбільш продаваних на Монреальському лейблі Constellation Records в 1999 і був перевиданий на Kranky Records.

## Список композицій
| #  | Назва  | Тривалість |
| -- | ------ | ---------- |
| 1. | «Moya» | 10:51      |
| 2. | «BBF3» | 17:45      |